# XML Paper Specification
XPS (англ. XML Paper Specification) — открытый графический формат фиксированной разметки на базе XML, разработанный компанией Microsoft. Функциональность направлена исключительно на документооборот — документ проще и легче проприетарного PDF (если не используются свои пространства имён для расширения возможностей), используется векторная непоследовательная разметка, аналогичная XAML, взаимодействует с .NET Framework, поддерживает многопоточную работу и представления, безопасен (на данный момент не имеет официальной поддержки скриптов), поддерживает шифрование, цифровые сертификаты.
XPS-файл представляет собой ZIP-архив с использованием Open Packaging Conventions. Внутри файла находится вся необходимая информация для отображения документа в неизменном виде.
Опубликован в виде открытого стандарта ECMA-388.

## Программное обеспечение
- Windows Vista, Windows 7, Windows 8, Windows 10, Windows 11 — имеют встроенные виртуальные принтеры для экспорта в xps и просмотрщик.
- .NET Framework 4 — поставляется в комплекте как просмотрщик, так и пространство имён System.Windows.Xps для работы с документом.
- Microsoft XPS Essentials Pack freeware — официальный набор (Windows Imaging Component, WIC), просмотрщик, драйвер принтера) от Microsoft; Microsoft рекомендует именно это решение для Windows XP, Vista и Windows Server 2003
- Microsoft XPS Viewer freeware — официальный просмотрщик Microsoft, для Windows XP и Windows Server 2003, встраиваемый в Internet Explorer (для работы требуется установить Microsoft. NET Framework).
- STDU Viewer — бесплатная для некоммерческого использования программа для просмотра XPS, PDF и DJVU файлов для Windows XP, Windows Server 2003, Windows Vista, Windows 7.
- Evince
- Okular
- Sumatra PDF
- Pilot-XPS